# Blackout (Hed P.E.)
Blackout è il terzo album in studio del gruppo musicale statunitense Hed P.E., pubblicato il 18 marzo 2003 dalla Jive Records.

## Tracce
1. Suck It Up – 3:56
2. Bury Me – 3:04
3. Dangerous – 3:25
4. Blackout – 3:53
5. Get Away – 3:16
6. Crazy Life – 3:42
7. Half the Man – 4:42
8. The Only One – 3:34
9. Other Side – 3:35
10. Flesh and Bone – 3:47
11. Octopussy – 0:44
12. Carnivale – 3:58
13. Fallen – 4:01
14. Revelations – 3:52

## Formazione
- Jahred Gomes – voce
- Wesstyle – chitarra
- Sonny Mayo – chitarra
- Mawk – basso
- B.C. Vaught – batteria
- DJ Product © 1969 – giradischi, campionatore, tastiera